# 莛子藨
莛子藨是忍冬科莛子藨属的植物。分布在日本以及中国大陆的陕西、甘肃、宁夏、湖北、河南、山西、青海、河北、四川等地，生长于海拔1,800米至2,900米的地区，常生于山坡暗针叶沟边或向阳处，目前尚未由人工引种栽培。

## 别名
羽裂叶莛子藨（中国北部植物图志）